# Serra San Quirico
Serra San Quirico település Olaszországban, Marche régióban, Ancona megyében. Lakosainak száma 2540 fő (2023. január 1.). Serra San Quirico Apiro, Arcevia, Fabriano, Genga, Mergo, Poggio San Vicino és Cupramontana községekkel határos.

## Népesség
A település lakossága az elmúlt években az alábbi módon változott:
| Lakosok száma | 2811 | 2744 | 2540 |
|               | 2017 | 2018 | 2023 |